# Hansaplatz (Berlin)
Der Hansaplatz ist ein Platz im Berliner Ortsteil Hansaviertel des Bezirks Mitte. Seinen Namen erhielt er im Jahr 1878. Die Benennung sollte unter anderem daran erinnern, dass die Berlin-Hamburger Immobiliengesellschaft das Hansa-Viertel ab 1874 erschlossen hatte. Weitere Gründe für die Namensvergabe Hansaviertel waren, dass es durch den nahegelegenen Hamburger Bahnhof sowie durch Spree und Elbe mit Hamburg verbunden ist und dass Berlin und Hamburg im 14. und 15. Jahrhundert durch die Hanse in Beziehung zueinander gestanden hatte.

## Geschichte und Lage
Der Platz bildete den ersten Mittelpunkt des Hansa-Viertels; hier kreuzten sich sternförmig die Altonaer Straße, die Klopstockstraße und die Lessingstraße. Die Errichtung von Wohnhäusern erfolgte in Blockrandbebauung, dem Stil nach gehörten die Häuser zum Historismus. Die Namen der Straßen, auch nach Dichtern, sollten an Hamburg erinnern, also etwa daran, dass Klopstock in Hamburg-Ottensen begraben liegt.
Bekannt wurde der Hansaplatz durch die 1927–1932 aus einem früheren Privat-Sanatorium hervorgegangene Neurologische Klinik, aufgebaut und geleitet von dem Neurologen Friedrich Heinrich Lewy.
In den 1950er Jahren entwickelte sich der Hansaplatz zum Mittelpunkt des südlichen Hansaviertels, einer Mustersiedlung der Klassischen Moderne, die 1955 bis 1960 im Rahmen der Internationalen Bauausstellung von 1957, der Interbau, errichtet wurde. Für den Bau der neuen Siedlung wurde der Verlauf der Lessingstraße so geändert, dass sich am neuen Hansaplatz nur noch zwei Straßen kreuzen: dies waren zunächst nur die Altonaer Straße und die Klopstockstraße, der nördliche Teil der Klopstockstraße wurde 1960 in Bartningallee umbenannt. Die Freiflächen des Platzes wurden im Wesentlichen von Herta Hammerbacher aus Berlin und Edvard Jacobson aus dem schwedischen Karlstad gestaltet.
Aufgrund der lockeren Bebauung des Wohnviertels hat der Platz keine scharfen Grenzen. In Sichtweite befinden sich die Siegessäule (im Südosten), die Kaiser-Friedrich-Gedächtniskirche (im Süden) und eine Unterführung der Stadtbahntrasse (im Nordwesten). Die auf dem Platz stehenden Gebäude verlaufen nicht parallel zur Straße, sondern schräg – sämtliche Häuser zeigen mit einer Ecke zur Straße. Alle Gebäude des Platzes dienen dem gemeinschaftlichen Gebrauch (U-Bahnhof, Einkaufszentrum, Kino bzw. Theater, Kirche, Bibliothek). Die Grenzen zwischen privaten und öffentlichen Freiflächen sind, wie im gesamten südlichen Hansaviertel, auch hier meist unsichtbar; eine Ausnahme bilden der Kirchgarten und der Restaurantgarten am Grips-Theater. Das nördliche und das südliche Platzsegment sind architektonisch miteinander verklammert: durch zwei U-Bahneingänge, durch die Eingeschossigkeit der Gebäude und durch das Gestaltungselement des Innenhofs. Im Kontrast dazu stehen der hohe Glockenturm auf dem westlichen Segment und die unbebaute Fläche des östlichen Abschnitts. Bei den von Hammerbach gestalteten Wegen griffen steinerne Beläge und angrenzende Rasen- und Beetflächen ineinander, womit im Detail die übergreifende Idee des Hansaviertels, der Wechsel von Bebauung und Grünflächen, sichtbar wurde; dieses Merkmal ist verloren gegangen, erhalten ist die Materialvielfalt der Wegebeläge.
Das nördliche Segment des Hansaplatzes zwischen Altonaer Straße und Bartningallee umfasst
- einen der beiden Eingänge des U-Bahnhofs Hansaplatz,
- eine offene Einkaufspassage mit Atriumhöfen und 13 Läden,
- ein Theatergebäude, das seit 1974 das Kinder- und Jugendtheater Grips beherbergt (in früheren Jahren das Kino Bellevue) sowie
- eine Gaststätte.

Der gesamte Komplex dieses Segments wurde 1957–1960 nach Plänen von Ernst Zinsser und Hansrudolf Plarre erbaut; 1975 kamen Erweiterungsbauten von Plarre und Manfred Frankenberger hinzu. Die Grünflächen dieses Teils entwarfen Pietro Porcinai und Gustav Lüttge. Die Fassade des Theatergebäudes zeigt seit den 1970er Jahren ein Mosaik aus bemalten Keramikfliesen nach einer Zeichnung von Rainer Hachfeld. Sämtliche Gebäude dieses Abschnitts sind durch Überdachungen miteinander verbunden; der Wechsel zwischen offenen und überdachten Flächen führt dazu, dass die Grenze zwischen innen und außen aufgelöst wird.
Im westlichen Teil des Platzes, zwischen Altonaer Straße und Klopstockstraße, stehen
- die römisch-katholische Sankt-Ansgar-Kirche mit Gemeindehaus und Pfarrhaus; sie wurde von Willy Kreuer entworfen und 1957 konsekriert,
- eine Kindertagesstätte.

Im südlichen Segment, zwischen |Altonaer Straße und Klopstockstraße, befinden sich
- ein Bibliotheksgebäude, das von Werner Düttmann und Siegfried Böhmer entworfen und 1957 fertiggestellt wurde, es lagert sich um einen offenen Innenhof mit der Bronzefigur Vegetative Plastik I von Bernhard Heiliger (1955); die großen Glasfenster der Bibliothek können komplett im Boden versenkt werden. Ursprünglich war in diesem Gebäude die Städtische Volksbücherei am Hansaplatz untergebracht, die 1958 den Ausleihbetrieb aufnahm,[5] aus dieser Zeit stammt die Aufschrift „Hansabücherei“; seit dem 21. Jahrhundert beherbergt das Gebäude eine Stadtteilbibliothek des Bezirks Mitte mit ca. 43.000 Medien; das denkmalgeschützte Gebäude heißt inzwischen offiziell Hansabibliothek,
- den südlichen Eingang des U-Bahnhofs Hansaplatz, mit einem Glasmosaik von Fritz Winter aus dem Jahr 1958 auf der Außenwand,
- die Skulptur Morgendämmerung Nr. 1 von Berto Lardera, die ebenfalls 1958 aufgestellt wurde.

Im östlichen Abschnitt, zwischen Altonaer Straße und Bartningallee, liegt eine Grünfläche
- mit einer fünf Meter hohen ungegenständlichen und unbenannten Plastik von Hans Uhlmann aus zum Teil verchromtem und vernickeltem Stahl, die um 1957 aufgestellt wurde
- sowie mit der Bronzeplastik Liegende von Alfredo Ceschiatti aus dem Jahr 1958.

Der Platz ist durch den darauf stehenden U-Bahnhof Hansaplatz direkt an das U-Bahn-Netz angeschlossen. Hier hält die in Nord-Süd-Richtung führende Linie U9; die nächste Station in südlicher Richtung ist der Bahnhof Zoologischer Garten, in nördlicher Richtung der U-Bahnhof Turmstraße. Die unterirdischen Bauten des Bahnhofs wurden 1955–1957 errichtet, nach Plänen von Bruno Grimmek und Werner Klenke. Der nächstgelegene S-Bahnhof ist der Bahnhof Bellevue, er liegt etwa einen Kilometer von der Kreuzung entfernt. In derselben Distanz befindet sich der Große Stern, der zentrale Platz im Großen Tiergarten. Die Verbindung zwischen dem Hansaplatz und dem Großen Stern wird durch die Altonaer Straße hergestellt; sie mündet am Großen Stern in die Straße des 17. Juni und verbindet so für den Autoverkehr den Hansaplatz mit der Ost-West-Achse der Stadt.
Seit 1995 steht der Platz (wie das gesamte Viertel) mit allen oberirdischen und unterirdischen Bauten sowie mit den Gartenanlagen unter Denkmalschutz; seit 2006 lässt das Bezirksamt Mitte von Berlin ihn möglichst originalgetreu wiederherstellen. In einem schlechten Zustand befand sich das Einkaufszentrum, das 2007 von der Senatsbaudirektion saniert wurde. Die Händler des Zentrums haben einen schweren wirtschaftlichen Stand.